# Tolbooth

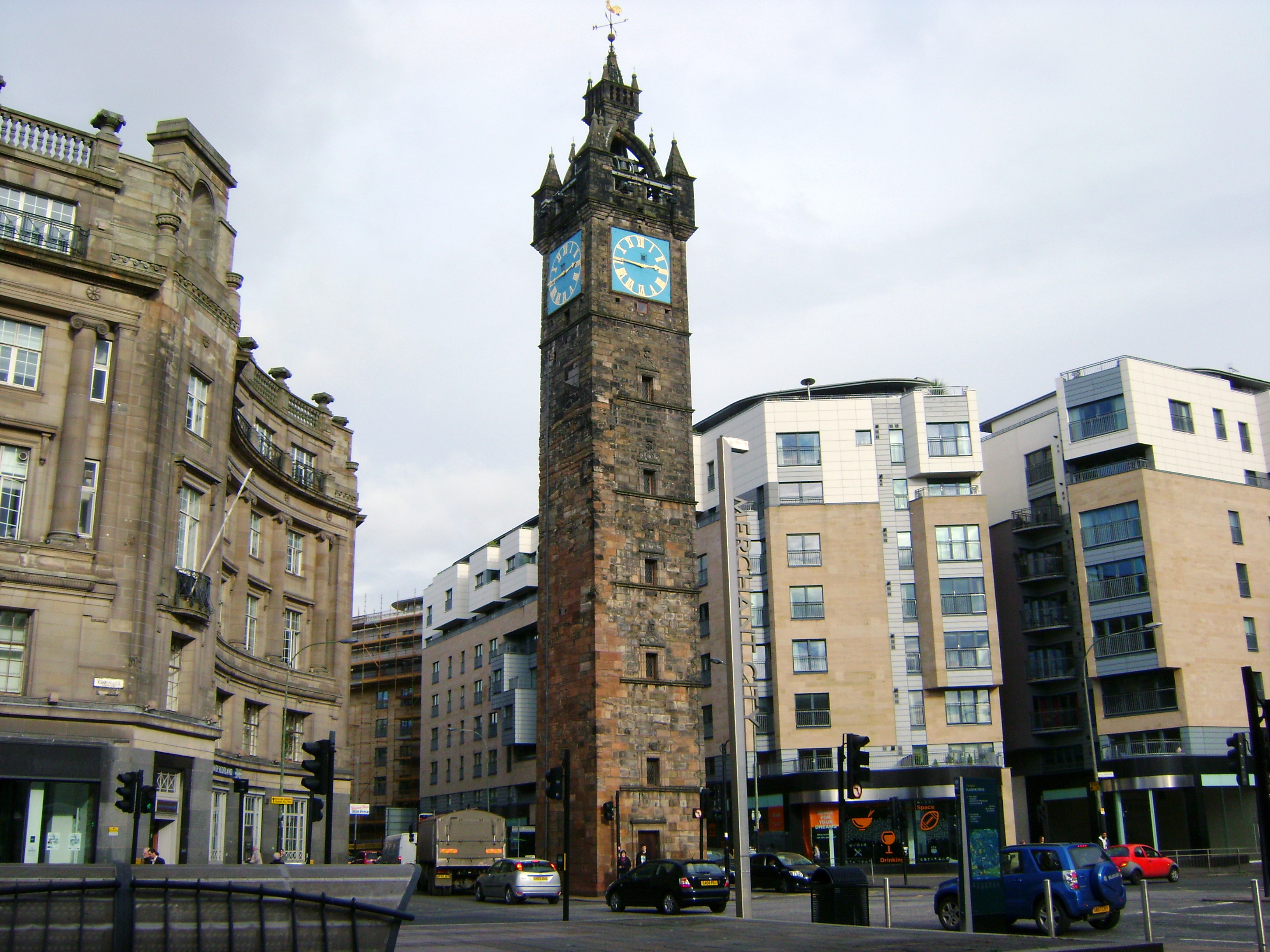
Glockenturm der Tolbooth von Glasgow

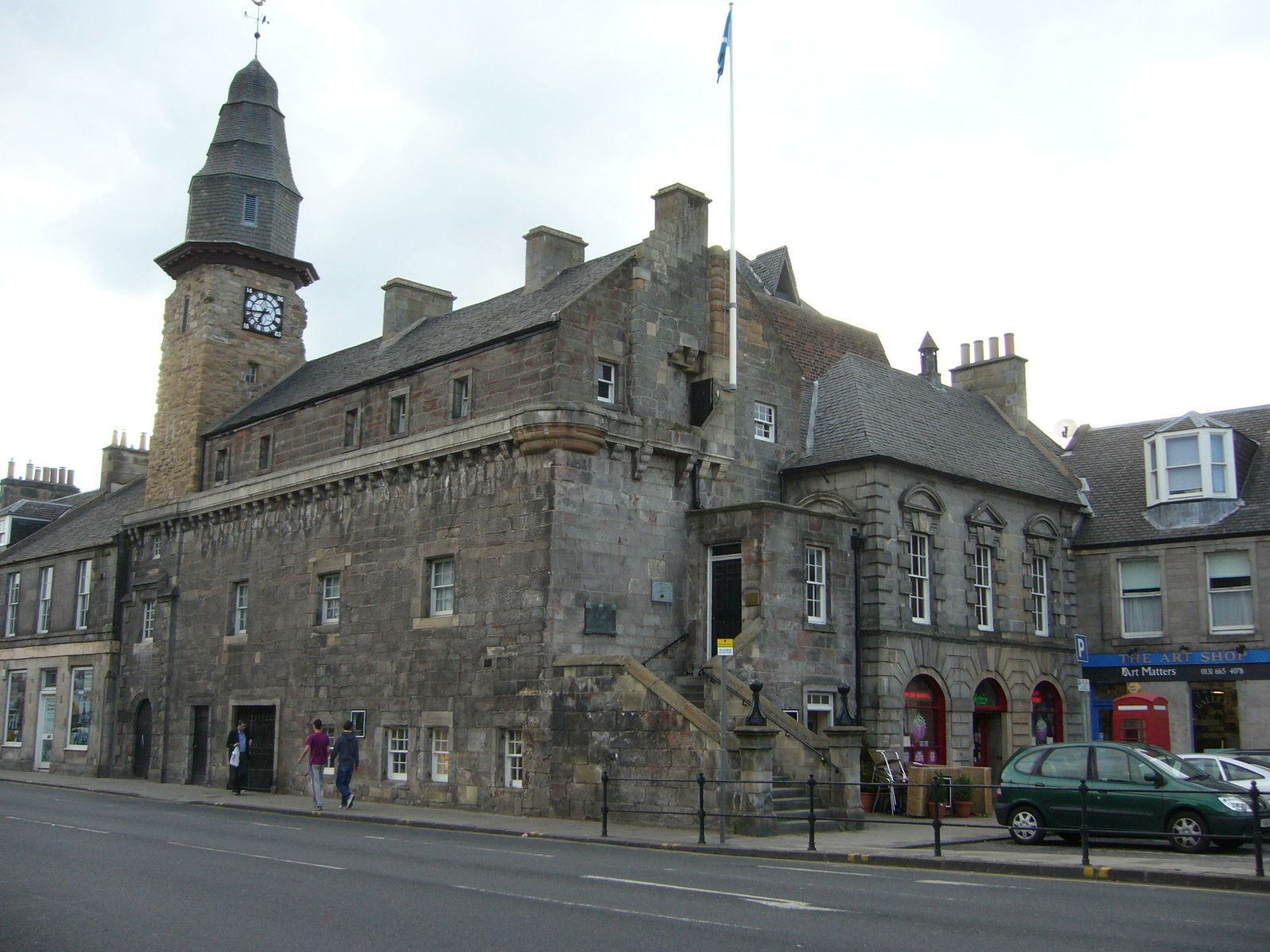
Nebeneinander von Tolbooth und Rathaus in Musselburgh. Die Tolbooth von Musselburgh entlang der Straße und das Rathaus von Musselburgh unter dem Walmdach

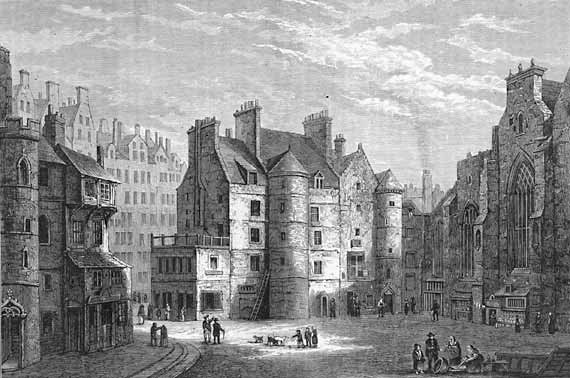
Die ehemalige Tolbooth von Edinburgh

Als Tolbooth (lat. tolloneum; deutsch: Zollhaus) wurde das zentrale Verwaltungsgebäude eines Burghs in Schottland bezeichnet.

## Geschichte
Der früheste schriftliche Beleg einer Tolbooth stammt aus dem 13. Jahrhundert, als eine „Tolbotha“ in Berwick erwähnt wurde. Mit der zunehmenden Anzahl der Burghs wuchs auch die Anzahl der Tolbooths in den folgenden Jahrhunderten an. Heute sind jedoch keine mittelalterlichen Gebäude dieses Typs mehr erhalten. Mit der zunehmenden Dezentralisierung der Verwaltungsgebäude wurden Tolbooths bis in das frühe 19. Jahrhundert zunehmend obsolet. Für die verschiedenen Aufgaben, die in einer Tolbooth unter einem Dach zusammengefasst gewesen waren, wurden fortan separate Gebäude errichtet.

## Beschreibung
Tolbooths nahmen häufig prominente Positionen im Zentrum des Burghs ein. Oft waren sie durch Glockentürme stadtbildprägend und sind es in Kleinstädten mit niedriger Bebauung teilweise heute noch. In einigen Fällen existierten Tolbooths auch parallel zu Rathäusern. Sie deckten dann den geographisch teils weiter gefassten Burgh ab, während das Rathaus als Verwaltungsgebäude der Stadt diente.
Burghs generierten einen großen Teil ihre Einkünfte aus den Gebühren und Zöllen aus ihren Marktrechten. Die Eintreibung dieser Gebühren oblag den Beamten der Tolbooth, weshalb sich die Gebäude häufig in räumlicher Nähe des Marktplatzes oder Hafens befanden. Zusätzlich zu den Stellen zur Steuereinziehung und zur Abwicklung allgemeiner Verwaltungsaufgaben waren in späteren Tolbooths auch Gerichte und Gefängnisse untergebracht, oder wurden um diese Funktionen bzw. Gebäude erweitert. Teilweise dienten sie auch als Hinrichtungsstätten. Ein königlicher Erlass aus dem Jahre 1597 verpflichtete die Burghs in den Gefängnissen der Tolbooths auch Gefangene aus der umliegenden Grafschaft aufzunehmen. Dies war in der Regel mit einer Kapazitätserweiterung verbunden. Ab dem 17. Jahrhundert kam der Begriff Tolbooth zunehmend als Synonym zu „Gefängnis“ in Gebrauch. Auch der Wunsch nach begrifflicher Trennung von Verwaltung und Gefängnis trug zur späteren Abschaffung der Tolbooths zugunsten von Rathäusern bei.